# 11356 Chuckjones
11356 Chuckjones este un asteroid din centura principală de asteroizi.

## Descriere
11356 Chuckjones este un asteroid din centura principală de asteroizi. A fost descoperit pe 18 decembrie 1997 la Woomera de Frank B. Zoltowski. Asteroidul prezintă o orbită caracterizată de o semiaxă mare de 3,03 ua, o excentricitate de 0,11 și o înclinație de 12,4° în raport cu ecliptica.